# Cattedrale di Nostra Signora della Grazia (Bafatá)
La Cattedrale di Nostra Signora della Grazia (in portoghese: Sé Catedral de Nossa Senhora da Graça) è la cattedrale della diocesi di Bafatá, situata nell'omonima città della Guinea-Bissau. È una delle due cattedrali del paese, elevata a tale rango con la creazione della diocesi di Bafatá nel 2001, da parte di papa Giovanni Paolo II.
La carica di vescovo è vacante dal 2021, in seguito alla morte di Carlos Pedro Zilli, unico governatore della diocesi dalla sua istituzione nel 2001.